# Janusz Deresiewicz
Janusz Deresiewicz (ur. 22 lutego 1910 we Wrześni, zm. 26 lutego 1992 w Poznaniu) – polski historyk, profesor zwyczajny.

## Życiorys
Ukończył szkołę powszechną, a w 1928 zdał egzamin dojrzałości w Państwowym Gimnazjum im. Henryka Sienkiewicza we Wrześni. Na Uniwersytecie Poznańskim studiował prawo i ekonomię, a następnie pracował na tej uczelni jako asystent-wolnotariusz. Działał w Akademickim Kole Wrześnian, publikował na łamach "Orędownika Wrzesińskiego" i "Wici Wielkopolskich". W czasie II wojny światowej mieszkał w Warszawie, a po ucieczce z transportu do Rzeszy zamieszkał w Krakowie. Po wojnie pracował na Uniwersytecie im. Adama Mickiewicza w Poznaniu. W 1955 został profesorem nadzwyczajnym, a w 1968 profesorem zwyczajnym. w 1980 przeszedł na emeryturę. 
Zmarł 26 lutego 1992 w Poznaniu. Został pochowany 4 marca 1992 na cmentarzu Junikowo w Poznaniu.

## Twórczość
Pod redakcją Janusza Deresiewicza ukazała się nakładem Państwowego Wydawnictwa Naukowego w 1978 monografia Ziemi wrzesińska. Przeszłość i teraźniejszość.

## Życie prywatne
W 1949 zawarł związek małżeński z Anną Ambrożewicza, z którą miał syna Janusza.